# La Pesga
La Pesga è un comune spagnolo di 1 180 abitanti situato nella comunità autonoma dell'Estremadura.